# Sean Graham
Sean Graham, nato Hans Friedrich Hermann Isay (Berlino, 26 giugno 1920 – Londra, 5 ottobre 2015), è stato un regista, sceneggiatore, produttore cinematografico e scrittore tedesco naturalizzato inglese.

## Biografia
Nato a Berlino nel 1920 in una benestante famiglia ebrea, subito dopo la morte della madre venne affidato ad una famiglia adottiva. Pochi anni dopo andò a vivere presso lo zio materno ad Amburgo e nel 1933 la nuova famiglia fuggì a Hampstead in Gran Bretagna.
Hans studiò legge a Cambridge e con lo scoppio della seconda guerra mondiale si arruolò come volontario, cambiò il nome in Sean Graham e trascorse i successivi sette anni nell'Intelligence, diventando all'età di 23 anni uno dei più giovani tenenti colonnello dell'esercito.
Dopo la guerra si avvicinò al mondo del cinema, lavorando come tirocinante con il documentarista e storico Paul Rotha, e nel 1948 si trasferì in Ghana dove istituì la West African Film School (poi diventata Ghana Film Industry Corporation). Nel 1952 scrisse e diresse il lungometraggio The Boy Kumasenu, il primo ad essere girato con un cast locale. Il film ottenne una nomination ai Premi BAFTA nel 1953 e vinse un diploma al Festival di Venezia.
Fino al 1958 contribuì a sviluppare l'industria cinematografica del Ghana, diresse documentari e cortometraggi tra cui Jaguar, che ricevette una menzione speciale all'8ª edizione del Festival di Berlino, e gli fu conferito dall'Alto Commissario del Paese l'Order of the Volta, equivalente ghanese dell'Ordine dell'Impero Britannico.
Sposatosi con la francese Catherine Darquier dalla quale ebbe due figlie, dopo un breve periodo passato in Tunisia si trasferì a Londra, dove continuò a lavorare come scrittore fino alla morte avvenuta nel 2015.

## Filmografia

### Regista
- Mr. Mensah Builds a House (1956) - cortometraggio
- Freedom for Ghana (1957) - documentario

### Regista e sceneggiatore
- The Boy Kumasenu (1952)
- Jaguar (1957) - cortometraggio
- The European Economic Community (1963) - cortometraggio, documentario

## Romanzi
- A Surfeit of Sun, Panther Books, 1967
- The French Odalisque, Orbach & Chambers Ltd, 2009

## Riconoscimenti
- 1953 – British Academy of Film and Television Arts
  - Nomination Miglior film internazionale per The Boy Kumasenu
- 1958 – Festival internazionale del cinema di Berlino
  - Premio FIPRESCI, menzione speciale per Jaguar